# Bazaar (band)
 For alternative betydninger, se Bazaar. (Se også artikler, som begynder med Bazaar)
Bazaar var et dansk orkester. Deres musik indeholdt improvisation og er blevet klassificeret som verdensmusik, folkemusik og jazz.
Orkestret spillede sin sidste koncert i juli 2012 og blev derefter opløst.

## Bandets medlemmer
- Peter Bastian: Fagot, klarinet, ocarina, percussion
- Anders Koppel: Hammond B-3 Orgel
- Flemming Quist Møller: Congas, bongos, trommer, darbuka

- Tidligere: Mehmet Ozan: guitar, saz (et tyrkisk strengeinstrument)

## Diskografi
- Bazaar Live (1978)
- Gibbon Jump (1980)
- Nimbus (1983)
- Gypsy Joker (1986)
- En Gudedrøm (1987)
- Live In Concert (1987)
- Bazaar Musik (1993)
- Triology (2006)
- Vintage (2008)